# Les Guerres de Lucas
Les Guerres de Lucas est une bande dessinée scénarisée par Laurent Hopman et illustrée par Renaud Roche, sortie en 2023 qui apporte un éclairage sur la conception tumultueuse du 1er épisode de la saga La Guerre des étoiles.
En octobre 2025 sort Les Guerres de Lucas - Épisode 2 qui relate l’histoire de la production de L’Empire Contre-Attaque et celle de la création d’Indiana Jones.

## Synopsis
Les Guerres de Lucas met en scène l’invraisemblable épopée de George Lucas, enfant rebelle qui se rêvait coureur automobile et passé à côté de la mort, prodige du nouvel Hollywood et visionnaire indomptable qui a réussi à franchir les obstacles pour créer et mettre en scène le premier film de la saga Star Wars en 1977.
Ce roman graphique décrit le déroulement difficile de la création du quatrième épisode, de l’enfer du casting au tournage cauchemardesque, où querelles entre acteurs, histoire d’amour secrète et désastres en pagaille jalonnent le quotidien. Un bourbier gigantesque dont sortira pourtant une œuvre majeure qui changera à jamais le cinéma. L'ouvrage met également en valeur l’histoire d’un couple étonnamment assorti. Celui de Marcia, exubérante, qui tombe sous le charme de George, introverti. Plus ardente supporter de son mari, elle en est aussi la plus féroce critique. Les retours qu’elle lui fait, parfois durs, souvent sans concession, toujours justes, l’aideront à enfanter son chef d’œuvre.

## Personnages
Description des personnages sur la période concernée.
- George Lucas : il a dû se battre deux ans pour pouvoir tourner son film, enchaîner les galères, essuyer des refus de la Fox et endurer le mépris de ses pairs. Il s’est même mis à dos bon nombre de collaborateurs qui ne comprenaient pas son projet. On apprend ses faiblesses, mais aussi son prodigieux instinct, tout l’univers qu’il avait en tête avant même qu’il existe, son sens du détail et de la créativité, sa faculté à s’entourer des meilleurs dans tous les domaines.
- Marcia Lucas : elle est la femme de George, elle est un personnage de premier plan. Elle a une acuité remarquable qui lui permet de dire à son mari s’il est dans la bonne direction ou s’il se trompe. Elle est de très bon conseil et elle a assez de personnalité pour s’opposer à lui et se faire entendre. Marcia est la seule qu’il écoute véritablement. En ça, elle a été très importante car elle a su le remettre sur les rails, lui donner de très bonnes idées, sur la construction du scénario notamment. Elle a aussi apporté son talent de monteuse en contribuant directement, et de manière décisive, à l’œuvre finale.
- Francis Ford Coppola : il aide George Lucas à réaliser son tout premier film, THX 1138, via le studio American Zoetrope qu'ils ont créé ensemble à la fin des années 60.
- Steven Spielberg : en 1977, avec George Lucas, il va faire un pari. À ce moment-là, il travaille sur le film Rencontres du troisième type. Les deux amis argumentent pour savoir lequel des deux films sera le meilleur. Chacun supporte le film de l'autre. Le perdant du pari devra remettre 2,5% de ses parts dans le projet au gagnant.
- Brian de Palma : il organise avec George Lucas un immense casting en rameutant tous les jeunes premiers d'Hollywood ou aspirants comédiens pour son adaptation de Carrie, le best-seller de Stephen King et pour choisir les rôles de Star Wars.
- Alan Ladd Jr. : il est le directeur de la création chez la Fox et est le seul à véritablement croire en Lucas. Le seul à vraiment sentir quelque chose de différent chez le réalisateur d'American Graffiti. Il perçoit que ce metteur en scène a du talent et il va aller très loin pour le soutenir, jusqu’à risquer son job. Il a poussé pour que le film aille jusqu’au bout.
- Harrison Ford : lui qui a joué dans American Graffiti, est recruté pour donner la réplique aux acteurs qui passent le casting. Lucas pense qu'il ferait un bon Han Solo mais refuse de réembaucher des acteurs avec qui il a déjà travaillé. Ce serait selon lui « trop perturbant pour le public ». Mais Lucas doit se rendre à l'évidence : à force de camper le personnage d’Han Solo durant les castings, Harrison Ford montre qu’il a le personnage dans la peau et est donc retenu pour le rôle. Après avoir divorcé de sa première femme, il était en couple avec Melissa Mathison (qu’il finira par épouser). Durant le tournage, il entretiendra une relation amoureuse avec Carrie Fischer.
- Carrie Fisher : elle était en couple avec le chanteur Paul Simon. Elle est retenue pour le rôle de princesse Leia après avoir été initialement choisie par Brian de Palma pour tenir le rôle principal de Carrie. Mais frileuse à l'idée de se dévoiler à l'écran, elle préfère quitter le projet Carrie. La nouvelle parvient évidemment aux oreilles de George Lucas qui saute sur l'occasion pour lui donner le rôle.
- Mark Hamill : fan du film American Graffiti et souhaitant être acteur, il veut travailler avec George Lucas et se présente au casting. Celui-ci, qui souhaite faire un film très, très grand public, trouve en Mark Hamill le Luke Skywalker dont il rêvait, jeune, lumineux et fougueux
- Alec Guiness : il a assuré sa fortune en recourant à une pratique inédite à l’époque : être payé via un pourcentage des recettes du film.

## Auteurs
Renaud Roche, sort diplômé des Gobelins en 2002 et commence sa carrière dans les effets visuels avant de se consacrer au storyboard et à l’illustration. Durant près de 20 ans, il engrange de l’expérience dans des secteurs aussi variés que le cinéma, la publicité, la presse ou l’événementiel. Il rejoint en 2019 le studio Illumination Mac Guff et participe à la création de longs-métrages, dont Tous en scène 2 (2021) et Migration (2023).
C’est cependant son amour de Star Wars qui va le faire venir à la bande dessinée. Avec Les Guerres de Lucas, il se prend de passion pour le roman graphique et choisit de s’y consacrer à plein temps.
Laurent Hopman est journaliste de formation. Rédacteur en chef dans la presse de divertissement pendant plus de 20 ans, spécialiste du cinéma américain et grand fan de Star Wars, il a longtemps travaillé dans les coulisses du show-business. Aujourd’hui scénariste de bande-dessinée, sa passion pour Star Wars lui inspire le scénario des Guerres de Lucas. Il est également co-fondateur, dirigeant et éditeur de la maison d'éditions Deman cocréée avec Julien Derain.

## Analyse
Star Wars a failli ne jamais voir le jour. George Lucas commence sa vie de manière très violente par un accident de voiture. Il échappe de peu à la mort, c'est un rappel à la réalité pour lui qui menait une vie de mauvais élève à l'école, un enfant qui n'était pas intéressé par les études. Il se tourne alors par hasard vers le cinéma. À l'origine, il n'aime pas particulièrement la réalisation ni l'écriture. C'est Francis Ford Coppola qui va le pousser à écrire en lui disant « si tu ne sais pas écrire, tu ne seras jamais un bon réalisateur ». Il va donc s'astreindre à cette discipline du scénariste, tous les jours pendant 8 heures. La création de Star Wars se fait à un moment clé de l'histoire du cinéma américain, où on est entre le vieil Hollywood et le nouveau Hollywood. On y trouve Steven Spielberg, Francis Ford Coppola, Brian de Palma, Martin Scorsese. Tous ces gens vont devenir amis, se donner des conseils et parfois être très durs entre eux. George Lucas va en faire les frais puisque personne dans son entourage ne croit en son film. Il va avoir des problèmes avec son studio, la Fox, jusqu'à la dernière minute. En effet, la Fox hésite à financer le film et cette validation va arriver tout à la fin, en Tunisie, alors que le tournage est sur le point de commencer. Ce tournage va être épouvantable, extrêmement difficile, et assez cocasse également. George Lucas va accumuler les galères improbables. Quand le film est terminé, et qu'enfin on projette la version finale, les gens de la Fox n'y croient toujours pas. Ils trouvent le film bête et ne croient absolument pas en son succès. Et les exploitants de cinéma non plus. Star Wars va sortir uniquement dans 32 salles. Cependant, cela va jouer en faveur de Lucas : cela va créer un appel d'air, un manque. Star Wars devient le film que tout le monde veut voir mais que personne ne peut voir car toutes les séances sont pleines. Les spectateurs ont tellement envie de revoir le film qu'ils restent dans la salle pour la séance suivante, obligeant ainsi les cinémas à changer leur politique tarifaire : un ticket égale une séance. Quatre mois plus tard, 1100 salles dans le pays projettent le film.
Laurent Hopman confie en interview à La Mouette hurlante, webzine spécialisé en interviews d'auteurs de BD et de romans graphiques, que « bien que Star Wars ait déjà donné lieu à pléthore de livres, il n’y avait curieusement jamais eu de roman graphique racontant la genèse du projet du point de vue de George Lucas ». Il indique également que pour livrer aux lecteurs un récit très détaillé, bourré d'anecdotes et de chiffres, il lui aura fallu plus de 6 mois de travail pour avoir une vision panoramique de l’histoire. Enfin, il précise sa volonté de départ, à savoir que ce livre ne s’adresse pas uniquement aux fans de Star Wars et qu'il a voulu « raconter cette histoire humaine, ce combat pour la création, qui dépasse l’univers de Star Wars et touche à quelque chose d’universel. C’est une histoire qui parle à chacun de nous, parce qu’elle rend hommage à des valeurs fondamentales: la persévérance, la détermination, l’honnêteté et la générosité. »
Dans Chroniques Star Wars, Laurent Hopman explique en quoi il apprécie la patte graphique très épurée de son acolyte dessinateur Renaud Roche : « il est extrêmement fort sur l’expressivité des personnages, c’est-à-dire qu’il arrive à retranscrire la personnalité des gens, de ce qu’ils ressentent avec justesse. Il le fait à travers l’expression du visage mais aussi à travers la gestuelle, l’attitude corporelle. Sur chacun de ses dessins, on comprend ce qui se passe presque sans avoir à lire la bulle. »
Les deux auteurs de la bande dessinée évoquent en interview à Nice-Matin leur passion pour Star Wars à Cannes, quelques jours avant que George Lucas, le sujet principal de leur livre, reçoive, en clôture de la quinzaine du Festival de Cannes 2024, une Palme d'honneur.
En 2024, lors d'une interview au site bédéphile Actua BD, les auteurs indiquent qu'un tome 2 des Guerres de Lucas sortira à la rentrée 2025. Il sortira le 8 octobre 2025.

## Accueil critique
L'hebdomadaire Le Point retient un roman graphique rythmé, sensible, un portrait crédible et sensible de George Lucas, et apprécie la « présence importante de deux héros de La Guerre des étoiles qui sont trop rarement célébrés » : Marcia Lucas, consultante officieuse de son époux et le producteur visionnaire Alan Ladd.
Le journal Le Figaro, dans sa critique de la BD, choisit de s'attarder sur cinq histoires méconnues sur la genèse de Star Wars dont notamment celle concernant THX-1138 qui permet à Lucas de faire la rencontre de deux personnes importantes pour la suite de sa carrière : Steven Spielberg et Francis Ford Coppola. Paradoxalement, malgré l'échec commercial du film, la carrière de Lucas va se lancer.
France Inter s'attarde sur sept anecdotes ignorées du grand public : l’étrange casting originel, l’arrivée étonnante d’Harrison Ford, l’intuition d’Alec Guinness, le fonctionnement erratique de R2D2, une histoire d’amour méconnue, le merchandising et le rôle de Madame Lucas.
Le site internet culture-tops apprécie l'ouvrage tout en émettant, avec malice, quelques réserves en évoquant un crime de lèse-majesté, « celui de rendre l’aventure de la création de Star Wars presque aussi passionnante que le film lui-même ! »
Le site bédéphile Actua BD souligne l’important travail documentaire fourni pour un scénario de type cinématographique ainsi qu'un dessin réussi de Renaud Roche, parfaitement calibré à la dimension cinématographique du sujet, et conclut en indiquant que la bande dessinée est un « véritable joyau, tant par son contenu que par sa forme, un album graphique accessible aux fans comme aux néophytes de l’univers de Star Wars, les auteurs ayant réussi à maintenir le juste équilibre entre hommage à la saga, biographie du réalisateur et découverte des dessous du cinéma. »
De même, la communauté Les amis de la BD, retient également que « même si cette bande dessinée plaira d’office aux fans de la saga intergalactique, elle parlera aussi aux cinéphiles qui adorent découvrir le monde du cinéma et ses coulisses. »
L'autre site bédéphile planetebd met en avant le travail colossal et les détails cinématographiques passionnants comme la création de la caméra assistée par ordinateur, le budget d’un film et sa production, les effets sonores, les difficultés d’être en accord avec le budget prévisionnel, la création de la musique, tout l’envers du décor. L'ouvrage est « une belle réussite » avec un « dessin vivant et fluide. »
Un autre site spécialisé et coopératif dédié à l’univers de la Bande dessinée, L'accro des bulles, évoque « un sublime hommage que l’on referme en espérant que la suite arrive très, très vite. »
Enfin, le webzine culturel, Benzine, valorise le choix du titre de l'ouvrage, parfaitement adapté à ce qu'a dû affronter George Lucas, et la belle couverture très poétique. En bémol - seul et unique regret -, le magazine aurait aimé « que les auteurs insistent davantage sur lesdites innovations, comme cette toute première utilisation de caméras assistées par ordinateur. »

### Ventes
Au 15 septembre 2024, le site GfK, le panel consommateurs et distributeurs spécialisé dans les biens culturels, indique 87 501 exemplaires vendus depuis la sortie de l'album en octobre 2023.

### Récompenses
- Prix France Info 2024 de la bande dessinée d’actualité et de reportage[17]

- Prix de la BD Fnac France Inter 2024[18]

- Prix Canal BD 2024 mention spéciale Pass Culture[19]